# Wasta (Dakota del Sur)
Wasta es un pueblo ubicado en el condado de Pennington en el estado estadounidense de Dakota del Sur. En el Censo de 2010 tenía una población de 80 habitantes y una densidad poblacional de 160,88 personas por km².

## Geografía
Wasta se encuentra ubicado en las coordenadas 44°4′10″N 102°26′47″O / 44.06944, -102.44639. Según la Oficina del Censo de los Estados Unidos, Wasta tiene una superficie total de 0.5 km², de la cual 0.5 km² corresponden a tierra firme y (0%) 0 km² es agua.

## Demografía
Según el censo de 2010, había 80 personas residiendo en Wasta. La densidad de población era de 160,88 hab./km². De los 80 habitantes, Wasta estaba compuesto por el 100% blancos, el 0% eran afroamericanos, el 0% eran amerindios, el 0% eran asiáticos, el 0% eran isleños del Pacífico, el 0% eran de otras razas y el 0% pertenecían a dos o más razas. Del total de la población el 1.25% eran hispanos o latinos de cualquier raza.